# 덤프리스 갤러웨이

덤프리스 갤러웨이

덤프리스 갤러웨이(영어: Dumfries and Galloway, 스코트어: Dumfries an Gallowa, 스코틀랜드 게일어: Dùn Phrìs is Gall-Ghaidhealaibh)는 스코틀랜드의 의회 구역으로 행정 중심지는 덤프리스이며 면적은 6,426km2, 인구는 151,000명(2010년 기준), 인구 밀도는 23명/km2이다. 이스트에어셔, 사우스에어셔, 사우스래너크셔, 스코티시보더스, 잉글랜드와 접한다.